# Vortex (film)
Vortex is een Franse film uit 2021, geregisseerd door Gaspar Noé.

## Samenvatting
De regisseur gebruikt de techniek van de split screen om het isolement en de verscheurdheid te accentueren waarin een koppel terecht komt als een van de partners lijdt aan Alzheimer. Zo roept hij op een indringende manier hun laatste levensweken op.
Twee gehuwde bejaarden wonen samen in een appartement in Parijs. De alomtegenwoordigheid van boeken wijst erop dat beiden een goed gevuld intellectueel leven leiden. Hij is een cinefiel van Italiaanse afkomst die boeken en artikelen schrijft over film. Hij werkt nu aan een boek over het verband tussen droom en film. Zij is een voormalige psychiater die echter getroffen is door Alzheimer. Deze ziekte heeft ook een grote weerslag op hem, bij wie diepe liefde en bekommerdheid maar ook onbegrip en kwaadheid soms om voorrang vechten.
Zij sloft als een zombie door de kamers van het appartement. Als ze al eens de woonst verlaat en de weg niet meer terugvindt veroorzaakt dit grote paniek én wrevel bij hem. Hun enige zoon beseft dat begeleid wonen de enige waardige en veilige oplossing is voor zijn ouders maar zijn vader verwerpt dit idee. Hij kan immers niet zonder het appartement dat nokvol herinneringen steekt. De zoon is trouwens niet in staat zijn ouders te helpen want hij heeft af te rekenen met zijn verslavingen. Hij kan amper voor zichzelf en zijn zoontje instaan. 

## Rolverdeling
| Acteur           | Personage    |
| ---------------- | ------------ |
| Dario Argento    | de vader     |
| Françoise Lebrun | de moeder    |
| Alex Lutz        | de zoon      |
| Kylian Dheret    | de kleinzoon |